# Zonnestraal

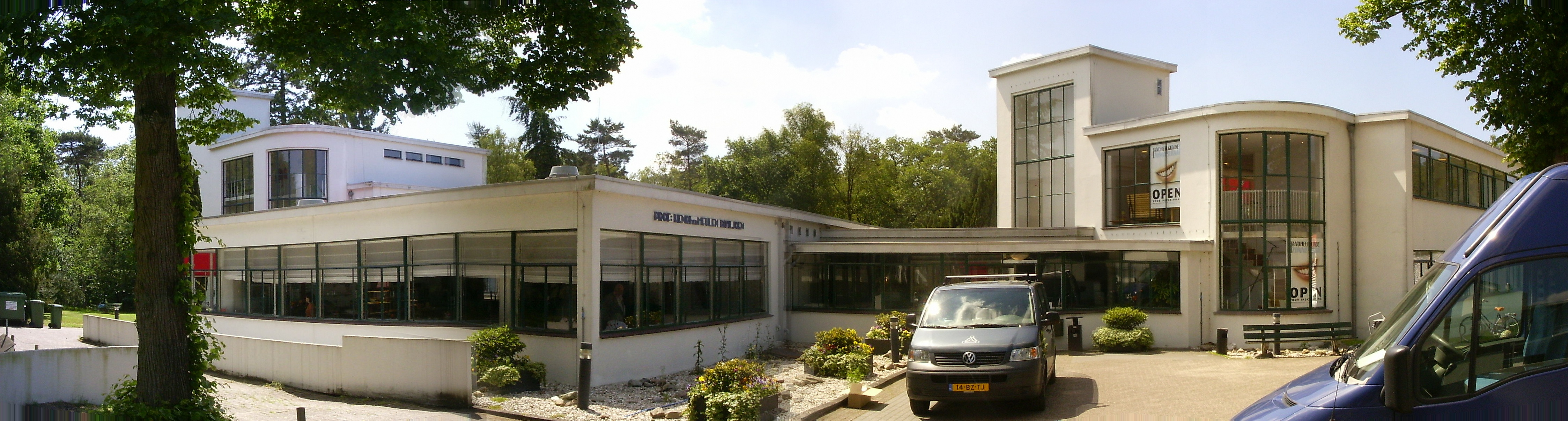
pabellón Het Ter Meulen

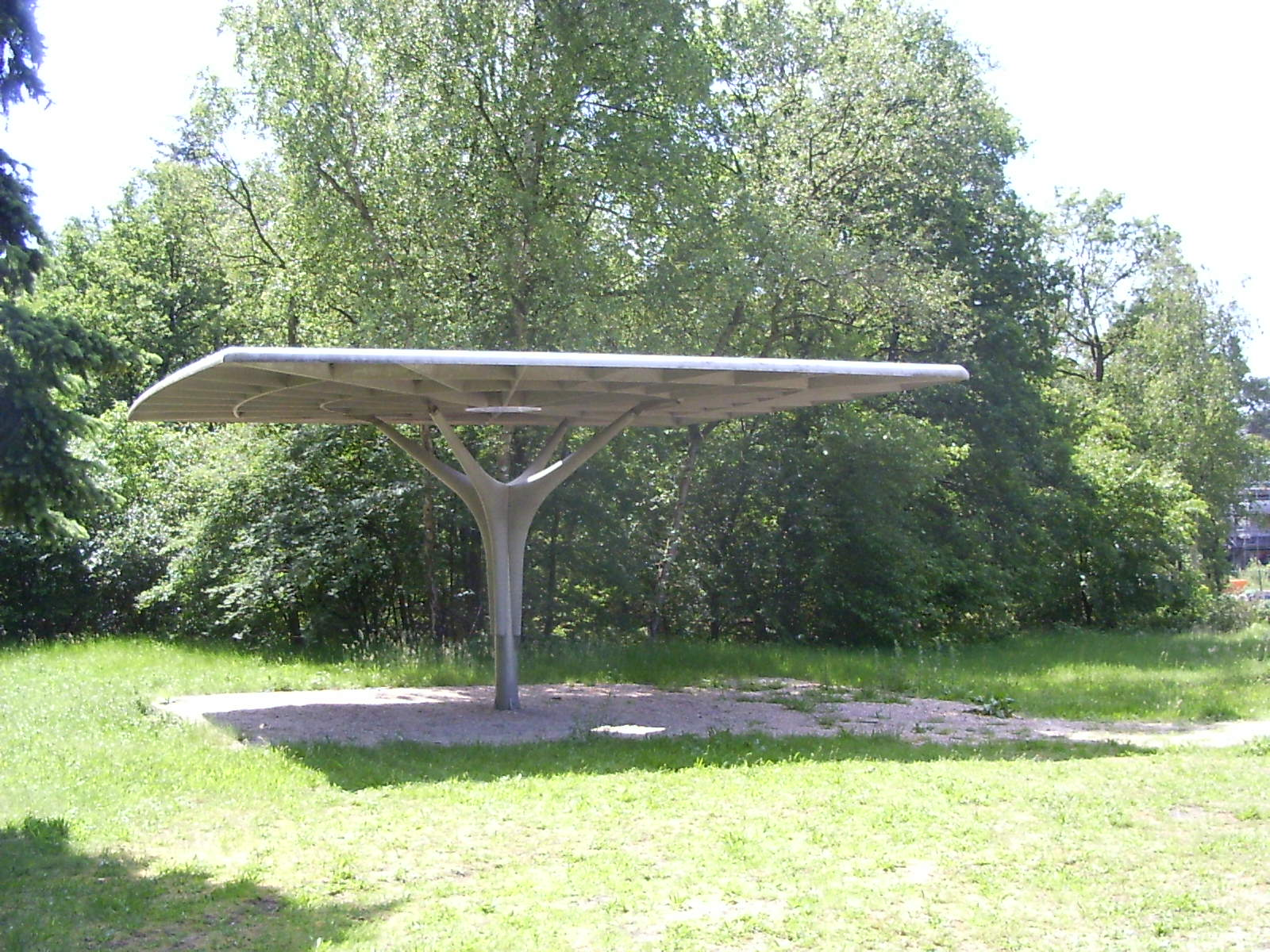
Afdak

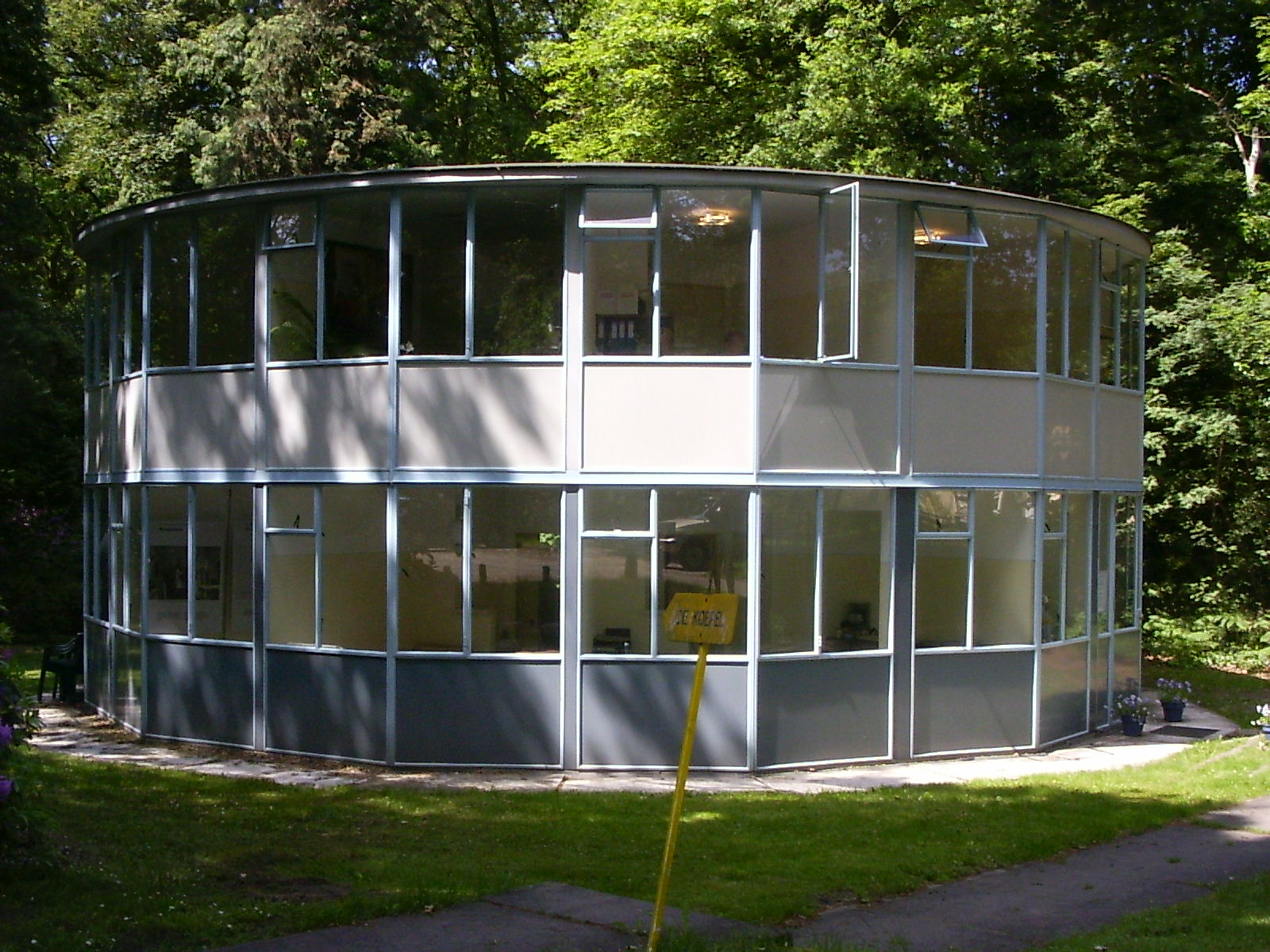
De Koepel huisvestte de dienstboden

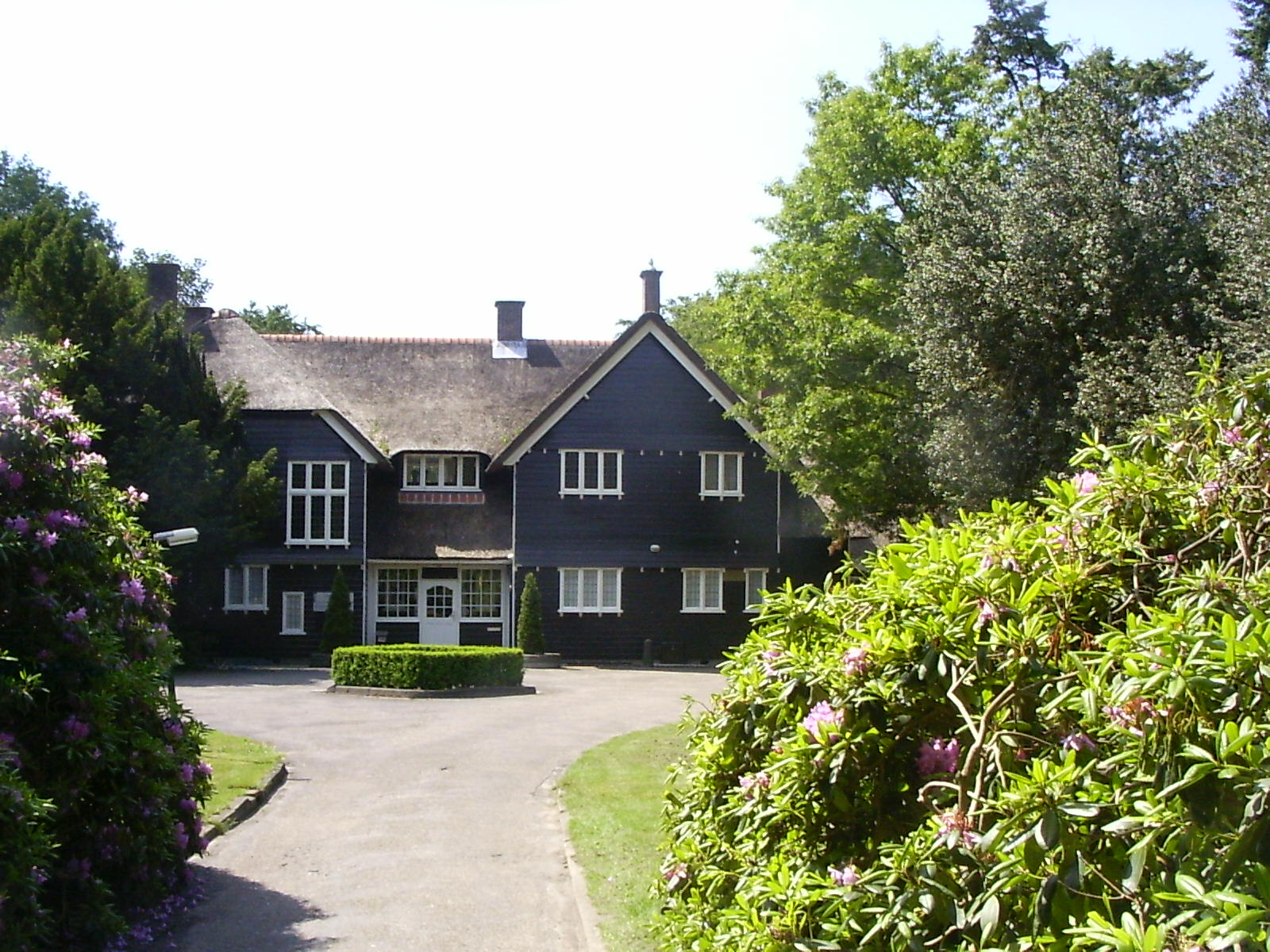
De villa

Zonnestraal, es el nombre de un complejo hospitalario situado en la ciudad holandesa de Hilversum. Fue diseñado y construido por los arquitectos Jan Duiker y Bernard Bijvoet en forma progresiva entre los años 1919 y 1940 para la Cooperativa Stelen Fonds.

## La Cooperativa
La Cooperativa Stelen Fonds fue creada por un grupo de trabajadores del diamante holandeses en 1905 con el fin de llevar a cabo la construcción de un sanatorio antituberculoso para asistir a los compañeros enfermos. Para obtener el dinero necesario sus miembros recogían los trozos de cobre sobrantes en el proceso del pulimentado de los diamantes. (Precisamente era el polvillo que se producía uno de los causantes de la enfermedad). Con las ganancias obtenidas por éste y otros medios que descubrieron más adelante (extracción de polvo de diamante puro), por fin consiguieron comprar unos terrenos en el campo, en medio de un bosque, al oeste de Hilversum, y se pusieron en contacto con los arquitectos Jan Duiker y Bernard Bijvoet.

## Arquitectura

### Edificio principal
- El edificio principal albergaba las instalaciones generales del complejo, con una gran sala central para zona de encuentro y entretenimiento de los internados, cocina para proporcionar restauración a todos los residentes, comedor, zona de residencia de la dirección, la administración del hospital y las instalaciones médicas centrales.
- Es un gran edificio combinación de cuatro volúmenes lineales en planta baja, con un gran volumen central en la planta alta que los cubre parcialmente. La combinación de grandes planos de cerramiento blancos con los acristalamientos y las losas en voladizo le convierten en un precedente de la arquitectura blanca de Richard Meier.[2]
- Siguiendo los principios de la arquitectura modular tan difundidos por Le Corbusier a través de los CIAM, toda la planta del edificio se genera a partir de una cuadrícula de 3 x 3 metros. La estructura es de hormigón armado, con jácenas longitudinales que se apoyan en pilares cada 9 metros. Se construyó en 1928.

### Pabellón Henri ter Meulen
- Al mismo tiempo que se construía el Edificio Principal se comenzó a levantar este pabellón para los enfermos y convalecientes.
- El edificio consta de dos alas, cada una de dos plantas, para las habitaciones de los internados, con amplias terrazas expuestas al sol, lo que se consideraba la mejor terapia junto con el aire puro de los bosques para combatir la enfermedad.[3]
- Las dos alas están unidas por un cuerpo central más elevado, para las instalaciones y los servicios generales, con amplias escaleras helicoidales de hormigón armado resguardadas de las inclemencias exteriores por grandes cristaleras cilíndricas.
- La estructura del edificio conserva la modulación en cuadrícula del Principal.

### Pabellón Dresselhuys
- Se puede considerar que es una imagen especular del anterior, con un eje de simetría que coincidiría con el del edificio principal. Pero sus dotaciones se adecuaron más al progreso y a la funcionalidad y se le dotó de un montacamillas.

### Ampliaciones
- Preocupados por la terapia ocupacional de los convalecientes decidieron diseñar una zona para talleres, en principio los diseñaron con estructura de hormigón armado, y llegó a construirse la de uno de ellos, pero las necesidades económicas de la Cooperativa les hicieron desistir de la idea y pasaron a una estructura más ligera, con los talleres rodeando un núcleo central para servicios e instalaciones.

### Muerte y transfiguración
- Por emplear el título de una obra del músico Richard Strauss, muy de la época; la muerte prematura de su colega, en 1935, dejó a Bernard Bijvoet la tarea de terminación de las obras.
- Durante la Segunda Guerra Mundial el hospital fue empleado para la convalecencia de los afectados por la peor epidemía que sufrió Europa en el siglo XX.[3]
- Después su uso se fue devaluando y los edificios cayeron en el abandono... hasta que se decidió la restauración del Edificio Principal y a partir de 1987 el conjunto es Monumento Nacional de Holanda